# Radiofaro
Un radiofaro o radio beacon è un trasmettitore radio omnidirezionale che trasmette continuamente un segnale su una specifica frequenza.

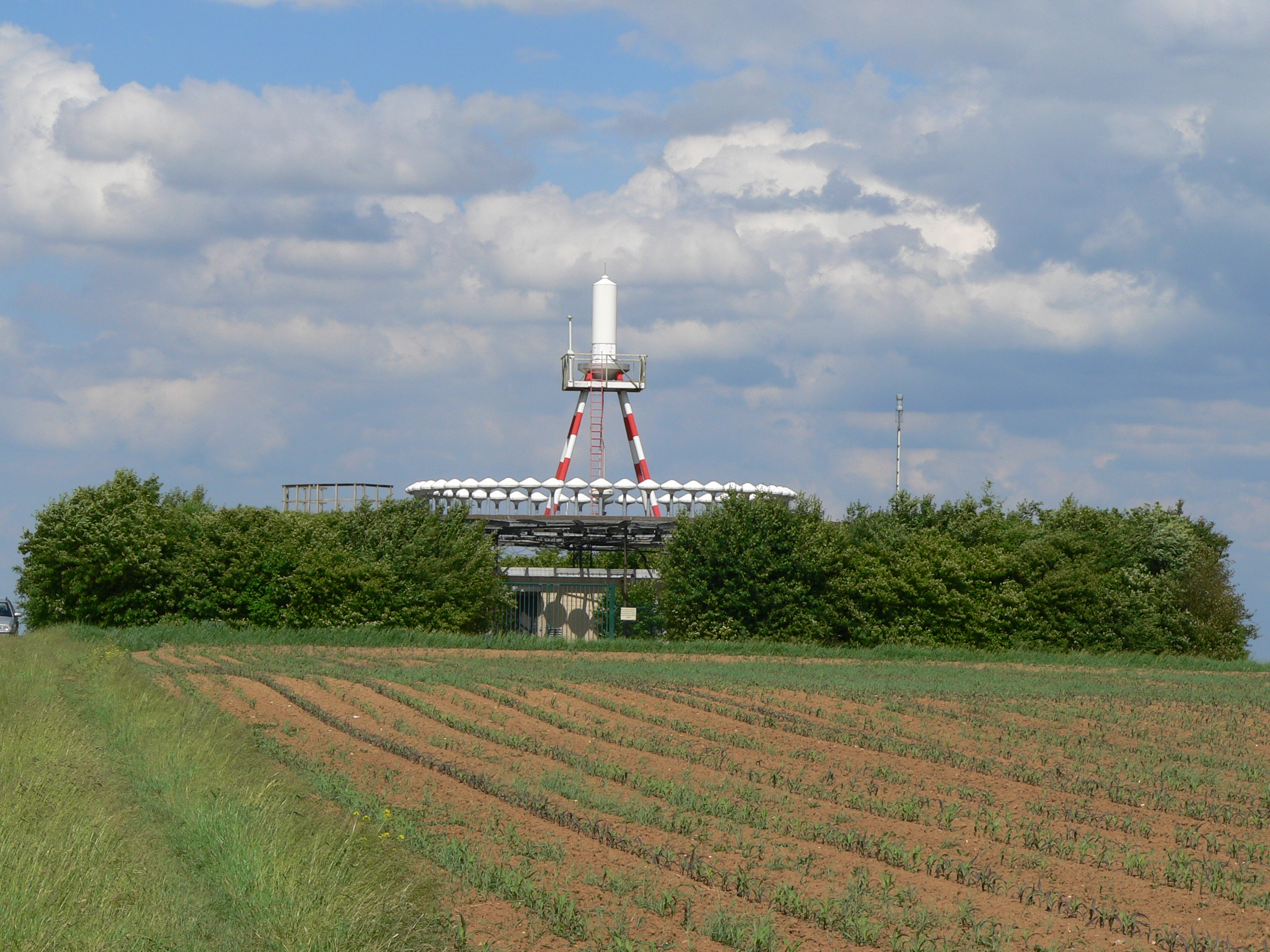
Antenna di radiofaro VORTAC

Tuttora utilizzato, era indispensabile soprattutto prima dell'introduzione del GPS, del LORAN e del VOR, per determinare, per mezzo di radioricevitori direzionali, la posizione rispetto ad un punto di riferimento noto, il radiofaro stesso. Ciascun radiofaro è univocamente riconoscibile dal segnale emesso.
Esistono differenti tipi di radiofari: in aviazione è utilizzato il Non-directional Beacon (NDB) come guida per raggiungere gli aeroporti; questi radiofari non sono più commissionati in previsione della loro sostituzione con tecnologie più moderne.
In marina i radiofari erano molto usati in passato, ora alcuni non sono più operativi. Alcuni radiofari sono utilizzati dai radioamatori per verificare la propagazione dei segnali radio sulla ionosfera.